# 盧多維克·嘉魯
盧多維克·嘉魯（法語：Ludovic Garreau，1983年2月21日—），法国職業冰球运动员、教练，现任职法国米卢斯俱乐部（法国最高级冰球联赛）青年队教练，法国国家队男子冰球队夏季特训教练。